# حيدر حب الله
حيدر محمد كامل حب الله كاتب وأكاديمي وأستاذ جامعي لبناني.

## نشأته وتعليمه
ولد حيدر محمد كامل حبّ الله في 15 يناير 1973م، في مدينة صور بجنوب لبنان، في أسرة متديّنة، ودرس في المدارس الابتدائية والمتوسّطة في المدينة، وتوفيت والدته وهو لم يتجاوز الثلاث سنوات من عمره. دراسته الدينية عام 1988م انتسب للحوزة العلمية في مدينة صور (المدرسة الدينية)، ودرس المقدّمات والسطوح على مجموعة من الأساتذة المعروفين. عام 1995م سافر إلى الجمهوريّة الإسلاميّة الإيرانية لإكمال دراساته الحوزويّة العليا، فحضر أبحاث الخارج في الفقه والأصول عند كبار آيات الله والمرجعيات الدينية. التحق بقسم دراسات الماجستير في علوم القرآن والحديث في كلّية أصول الدين في إيران عام 2002م، وحصل على درجة الماجستير، ثم أخذ ماجستير في علوم الشريعة (الفقه وأصول الفقه الإسلامي) من جامعة المصطفى العالمية في إيران (الحوزة العلمية في قم). تتلمّذ في مرحلتي المقدّمات والسطوح على مجموعة من الأساتذة المعروفين منهم: أخوه الشيخ علي حبّ الله، والسيد محمد الغروي، والشيخ محمد الطحيني، والشيخ صالح الفقيه، والشيخ حسن حريري، كما تتلمّذ في مرحلة البحث الخارج على يد كلّ من: الشيخ محمد تقي الفقيه، والشيخ مفيد الفقيه العاملي، والسيد محمود الهاشمي الشاهرودي، والشيخ جوادي آملي الذي حضر عنده درس التفسير أيضاً، والشيخ الوحيد الخراساني، والشيخ حسين النجاتي، والشيخ باقر الإيرواني، وغيرهم.

## أساتذته
تتلمّذ في مرحلتي المقدّمات والسطوح على مجموعة من الأساتذة المعروفين منهم: أخوه الشيخ علي حبّ الله، والسيد محمد الغروي، والشيخ محمد الطحيني، والشيخ صالح الفقيه، والشيخ حسن حريري، كما تتلمّذ في مرحلة البحث الخارج على يد كلّ من: الشيخ محمد تقي الفقيه، والشيخ مفيد الفقيه العاملي، والسيد محمود الهاشمي الشاهرودي، والشيخ جوادي آملي الذي حضر عنده درس التفسير أيضاً، والشيخ الوحيد الخراساني، والشيخ حسين النجاتي، والشيخ باقر الإيرواني، وغيرهم.
درس الفلسفة وعلم المعرفة والاستقراء عند السيد كمال الحيدري، والسيد عمار أبو رغيف، والسيد علي أكبر الحائري. وتتلمّذ حيدر حب الله في الجامعة على عدد من الأساتذة البارزين في مجال علوم القرآن والحديث وغيرهما، ومنهم: الأستاذ السيد محمّد علي أيازي، والأستاذ الشيخ مهدي مهريزي، والأستاذ الدكتور محمد كاظم شاكر، والأستاذ الدكتور فتح الله نجارزادكان، والأستاذ الدكتور زاهدي، والأستاذ الدكتور محمد حسني، والأستاذ الدكتور الشيخ أحمد العابدي.

مسؤولياته العلمية والثقافيّة اشتغل بمجال الترجمة من الفارسية إلى العربية، فصدرت له مجموعة كبيرة من المقالات والكتب.
كانت له مساهمات في مجال الدوريات والنشريات الفكرية والعلمية والفقهية في إيران والعالم العربي، فقد تولّى رئاسة تحرير مجلة المنهاج البيروتية لسبع سنوات، أصدر خلالها ثمانيةً وعشرين عدداً، كما يتولّى حاليّاً رئاسة تحرير مجلة نصوص معاصرة، التي صدر منها ثمانية وعشرون عدداً، ويتولّى أيضاً رئاسة تحرير مجلة الاجتهاد والتجديد، التي صدر منها أربعة وعشرون عدداً، كما يشغل منصب عضو هيئة تحرير مجلة فقه أهل البيت التخصّصية الصادرة في إيران والعالم العربي، وشغل لعدّة سنوات عضو هيئة تحرير مجلة ميقات الحج، وكذلك مجلّة أصداء، كما كان عضواً استشارياً في مجلات أخر مثل مجلة قبسات، ومجلّة دراسات قرآنية، ومجلّة نداء الرافدين وهو عضو الهيئة الاستشارية لمرفأ الكلمة للحوار والتأصيل.
أشرف ويشرف على عشرات رسائل الماجستير في الحوزة العلمية في قم، وجامعة المصطفى، وجامعة الأديان والمذاهب، وكلية أصول الدين. يشغل حالياً منصب رئيس القسم الشيعي الإمامي في مؤسّسة خدمة علوم القرآن الكريم والسنّة الشريفة في القاهرة، والمكلّفة كتابة موسوعة الحديث النبوي الصحيح عند المسلمين.
عام 1998م، التحق بالمجموعة البحثية لدائرة معارف الفقه الإسلامي، والمكلّفة تدوين أكبر دائرة معارف للفقه الشيعي، والتي يشرف عليها المرجع الديني السيد محمود الهاشمي الشاهرودي، وفي عام 2009م تولّى مسؤولية المعاون العلمي للسيد محمود الهاشمي الشاهرودي في الإشراف على دائرة معارف الفقه الإسلامي طبقاً لمذهب أهل البيت، وكذلك رئاسة الهيئة العلمية بالوكالة، وأصدر خلال أربع سنوات من إشرافه سبعة عشر مجلّداً من القطع الكبير. ظلّ الشيخ حيدر حب الله أستاذاً لمرحلة السطوح في الحوزة العلمية لما يزيد عن خمس عشرة سنّة، درّس فيها أبرز الكتب الحوزوية مثل: كفاية الأصول، والمكاسب، والحلقات الثلاث، واللمعة مع شرحها، والمنطق، وقطر الندى، والرسالة العمليّة، والبلاغة الواضحة، والمنهج الجديد في تعليم الفلسفة، وغيرها.
كما درّس كتاب: الأسس المنطقية للاستقراء، وكتاب أصول الفلسفة والمذهب الواقعي، وكتاب فلسفتنا، كان أستاذاً احتياطيّاً في جامعة الإمام الخميني التي يرأسها الشيخ محمد تقي مصباح اليزدي، وأستاذاً لموادّ (الحديث والمستشرقون، مناهج التدريس الاجتهادي، الوضع في الحديث الشريف، التفسير الأثري، فلسفة الفقه، مدارس الاجتهاد عند أهل السنّة) في جامعة آل البيت العالمية.
شرع عام 2005م بتدريس البحث الخارج في الحوزة العلمية في مدينة قم، في مادّتي: الفقه، وأصول الفقه، ودرّس جملة من الأبحاث الفقهيّة من بينها: مباحث الجهاد (ثلاث سنوات)، مباحث فقه الدعوة والأمر بالمعروف والنهي عن المنكر (عام واحد)، مباحث الاحتكار ومباحث في الفقه المعاصر، كذلك درّس في الأصول مباحث حجية السنّة وأخبار الآحاد، والأبحاث القرآنية ـ الأصولية، كنظريات النسخ وحجية ظواهر القرآن وغيرها، كما درّس دورة بحث خارج في علم الرجال والجرح والتعديل. وهو أستاذ في تاريخ علم الرجال وتاريخ أصول الفقه، وفي مادّة فلسفة الدين وعلم الكلام الجديد، ومباحث علم الحديث المعاصرة، حيث ألقى عدداً من المحاضرات في هذا المجال في مرفأ الكلمة للحوار والتأصيل، وكذلك في حوزة الثقلين.
نبذة عن بعض الرسائل الجامعية والحوزوية التي أشرف عليها أو ساعد في الإشراف أو ناقشها:
- نظرية الحكم والإدارة في الإسلام عند العلامة شمس الدين (عرض ونقد)، للسيد نعمة شاكر اللعيبي (العراق).
- الملكية الفكرية عند المذهب الإمامي، للشيخ ناتوفا رجال جان بيل (مدغشقر).
- الإمامة والولاية في نظر جوادي آملي ومحمد مهدي شمس الدين، للشيخ محمد سانكارا.
- نظرية مقاصد الشريعة وتطبيقاتها في الفقه الإمامي، للشيخ عادل حمودي (العراق).
- الإمامة والخاتمية بين التنافي والانسجام، للسيدة زهرا سادات صفدري الهاشمي (إيران).
- عدّة الطلاق، دراسة مقارنة بين الفقه الإمامي والحنفي، للشيخ علي العبودي (العراق).
- الإسلام دين الأمن والسلام، للشيخ گزار جازع الساعدي (العراق).
- الاصطفاء الإلهي لأهل البيت^ في الكتاب والسنّة، للشيخ علي حمود عناد العبادي (العراق).
- تاريخ الفقه الإمامي، من البداية إلى القرن الثامن الهجري، للشيخ مرتضى جواد المدوَّح (العراق).
- مباني المستشرقين في دراسة الحديث النبوي، للسيد أحمد بركات (المغرب).
- الحسن والقبح بين الاعتبار والواقع، قراءة في فكر العلمين: الطباطبائي والصدر، للشيخ أحمد عبد الوهاب جابر (لبنان).
- مصادر نهج البلاغة، دراسة وتحقيق، للشيخ ناصر الجعفري (باكستان).
- حجية خبر الواحد في العقائد، للسيد محمد مير محمّدي (إيران).
- آراء ونظرات المستشرقين الفرنسيين في الدراسات القرآنية (روجيس بلاشير وجاك بيرك أنموذجاً)، للسيدة نظيرة غلاب (المغرب).
- اليد وأماريتها على الملكية، للشيخ ياسر قطيش (لبنان).
- حجية خبر الواحد الوارد من طرق أهل السنّة، للشيخ مجتبى النمر (السعودية).
- حكم إظهار زينة المرأة عند الإمامية والمذاهب الأربعة، للسيد حسين إبراهيمي الحلو (العراق).
- دراسة نقدية لكتاب «الكليني وتأويلاته الباطنية في كتاب أصول الكافي»، للشيخ عمار الفهداوي (العراق).
- نقد كتاب تفسير المقبول، للسيد محمد عباس الهاشمي (باكستان).
- قراءة نقدية في تاريخ القرآن للمستشرق ثيودور نولدكه، للسيد حسن علي مطر (العراق).
- القضاء والقدر، دراسة مقارنة بين الفلاسفة والمتكلّمين الشيعة، للشيخ عقيل البندر (العراق).
- ترجمة وتحقيق كتاب «تاريخ علم أصول» إلى اللغة العربية، للشيخ علي ظاهر (لبنان).
- قاعدة حفظ النظام وتطبيقاتها في الفقه الإسلامي، للسيد كاظم الرضوي (الكويت).
- الرشوة بين الفقه الإمامي والقانون العراقي، للشيخ عبد مناف الحلفي (العراق).
- فقه الحجاب في القرآن الكريم، للسيد مهدي محمد حسن الأمين (لبنان).
- كتاب منطق فهم الدين، ترجمة وتعليق، للشيخ موسى ظاهر (لبنان).
- حكم منكر الضروري في الفقه الإسلامي، للشيخ سليمان علي رضا (لبنان).
- الإسرائيليات في تفسير الآلوسي، للسيد أحمد النقوي (باكستان).
- الوحي في الأديان الثلاثة (الإسلام اليهودية والمسيحية)، دراسة مقارنة، للسيد فهمي نور الدين (لبنان).
- الإرهاب بين الفقه الإسلامي والقانون الوضعي، للشيخ سعد الزيادي (العراق).
- الفطرة، الموقعيّة والتطبيقات الكلاميّة، للسيد ربيع الحسيني (لبنان).
- جدلية العقل في الفكر المعتزلي (القاضي عبد الجبار أنموذجاً)، للسيد علي هاشم (لبنان).
- رؤية الله بين العقل والنقل، للشيخ أحمد الغنامي المحمداوي (العراق).
- علم النفس والتربية الإسلامية، للسيد أحمد الحسيني (العراق).
- القذف، أحكامه وطرق إثباته على المذاهب الخمسة، للشيخ علي الأسدي (العراق).
- زينة المرأة في الفقه الإمامي، للشيخ علي الساعدي (العراق).
- التقريب بين المذاهب الإسلامية في لبنان، الإمكانات والعوائق، للشيخ مجيد شاكر سلماسي (إيران).

أجرى عشرات الحوارات الفكرية مع صحف ومجلات وقنوات فضائية في العالم الإسلامي، كما شارك في العديد من المؤتمرات والندوات الفكرية في لبنان، ومصر، وإيران، وتركيا، والكويت، والسعوديّة، وسلطنة عمان و… ترجمت العديد من أعماله العلمية إلى اللغة الفارسيّة، وكذلك إلى اللغة الأورديّة، وهناك بعض الكتب تحت الترجمة إلى اللغة التركية. 

## مؤلفاته
- التعددية الدينية، نظرة في المذهب البلورالي
- علم الكلام المعاصر، قراءة تاريخية منهجيّة
- نظرية السنة في الفكر الإمامي الشيعي، التكوّن والصيرورة.
- بحوث في الفقه الزراعي، تقريراً لأبحاث المرجع الديني السيد محمود الهاشمي الشاهرودي.
- مسألة المنهج في الفكر الديني، وقفات وملاحظات.
- بحوث في فقه الحج.
- حجية السنّة في الفكر الإسلامي، قراءة وتقويم.
- دراسات في الفقه الإسلامي المعاصر (٤ مجلدات).
- فقه الأمر بالمعروف والنهي عن المنكر.
- دروس تمهيدية في تاريخ علم الرجال عند الإماميّة.
- إضاءات في الفكر والدين والاجتماع (٣ مجلدات).[2][1]

### ترجماته عن اللغة الفارسية
- بين الطريق المستقيم والطرق المستقيمة (مقالات في التعدّدية الدينية للدكتور عبد الكريم سروش والشيخ مصباح اليزدي والدكتور علي رضا قائمي نيا).
- الدولة الدينية.
- المجتمع الديني والمدني.
- الأسس النظرية للتجربة الدينية قراءة نقدية مقارنة بين ابن عربي ورودلف أتو.
- ابن إدريس الحلي رائد مدرسة النقد في الفقه الإسلامي.
- الفكر السياسي لمسكويه الرازي، قراءة في تكوين العقل السياسي الإسلامي.
- مقاربات في التجديد الفقهي (من تأليف المرجع الديني الشيخ يوسف الصانعي).
- الحجّ رموز وحكم (من تأليف الفيلسوف والعارف الشيخ عبد الله جوادي آملي).[2] [1]

### بعض الكتب التي أعدّها وقدّم لها أو راجعها أو حقّقها
- بحوث في فقه الاقتصاد الإسلامي (إعداد وتقديم وتحقيق).
- سؤال التقريب بين المذاهب، أوراق جادّة (إعداد وتقديم).
- المدرسة التفكيكية وجدل المعرفة الدينية (إعداد وتقديم).
- المرأة في الفكر الإسلامي المعاصر، قضايا وإشكاليات (إعداد وتقديم).
- الموضوعات في الآثار والأخبار (إشراف على التصحيح).
- العنف والحريات الدينية ج1 و2 (إعداد وتقديم).
- أسلمة العلوم وقضايا العلاقة بين الحوزة والجامعة (إعداد وتقديم).
- اتجاهات العقلانية في الكلام الإسلامي (إعداد وتقديم).
- مطارحات في الفكر السياسي الإسلامي (إعداد وتقديم).
- الإمامة، قراءات جديدة ومنافحات عتيدة (إعداد وتقديم).
- الشعائر الحسينية، الجدل، التاريخ والمواقف (إعداد وتقديم).
- الوحي والظاهرة القرآنية (إعداد وتقديم).
- فقه الحجاب في الشريعة الإسلامية (إعداد وتقديم). [2][1]